# Morti nel 1120
| Questa pagina contiene informazioni ricavate automaticamente dalle voci biografiche con l'ausilio del template Bio e di un bot. L'aggiornamento è periodico e automatico e ricostruisce completamente la pagina. Se manca una persona in questa lista, sei pregato di non aggiungerla, ma accertati piuttosto che la sua voce biografica contenga il template Bio e che i dati anagrafici siano correttamente compilati. Se il template Bio manca, inseriscilo tu stesso o, in alternativa, metti l'avviso {{tmp\|Bio}} che ne segnala la mancanza. Se i dati riportati sono sbagliati, correggi direttamente la voce biografica; le modifiche saranno visibili in questa lista entro pochi giorni. Per chiarimenti vedi il progetto biografie. La lista contiene solo le 19 persone che sono citate nell'enciclopedia e per le quali è stato implementato correttamente il template Bio. Pagina aggiornata al 2 mag 2025. |

- 20 aprile - Géraud de Salles, religioso e predicatore francese
- 3 settembre - Gerardo Sasso, monaco cristiano italiano
- 24 settembre - Guelfo V, nobile tedesco (n. 1073)
- 4 ottobre - Giordano da Clivio, arcivescovo cattolico italiano
- 31 ottobre - Ottone II di Scheyern, nobile tedesco
- 25 novembre - William Bigod, funzionario normanno
- 25 novembre - Guglielmo Adelin, nobile normanno (n. 1103)
- 25 novembre - Riccardo di Lincoln, inglese
- Baldovino III di Hainaut, conte (n. 1088)
- Botvido di Svezia, missionario e santo svedese
- Giovanni VI di Napoli, duca italiano
- Goffredo di Ragusa, politico e cavaliere normanno
- Guarnieri I di Lenzburg-Baden, condottiero svevo
- Guglielmo da Fenoglio, religioso e monaco cristiano italiano (n. 1065)
- Guiberto II, vescovo cattolico italiano
- Torbeno de Lacon-Zori, sovrano
- Roberto I di Capua, politico italiano
- Roscellino di Compiègne, filosofo francese (n. 1050)
- Guglielmo V d'Angoulême, conte